# Szociálpedagógia (folyóirat)
A Szociálpedagógia folyóirat a szociálpedagógia és határterületeinek elméleti, módszertani, oktatási és gyakorlati problémáinak elemzésére vállalkozik. Fontos céljának tekinti a tárgyterület oktatásához nélkülözhetetlen írások és a hallgatók kiemelkedő munkáinak közreadását is. 2013-ban indult útjára, Sárkány Péter kezdeményezésének köszönhetően, az Apor Vilmos Katolikus Főiskola kiadásában. A folyóirat kiemelt célja volt és maradt, hogy a magyar felsőoktatásban helyét régóta megtaláló, de a tudományos diskurzusban némileg háttérbe szorított szociálpedagógia számára fórumot teremtsen. A szerzők a legkülönfélébb diszciplínák felől érkeznek, így egyebek mellett a filozófia, a szociológia, a pszichológia, a földrajz, a művészettörténet területéről. 2018-ban megújult a folyóirat, átalakult a számozása, nagyobb hangsúlyt kaptak a tematikus számok, kötetek.

## Főszerkesztők
- 2013-2016 Sárkány Péter
- 2016-2017 Mándi Nikoletta
- 2018- Tamáska Máté